# Dvorce (Tučapy)
Dvorce (německy Dworetz) jsou vesnice, část obce Tučapy v okrese Tábor v Jihočeském kraji. Nachází se asi 1,5 kilometru jihozápadně od Tučap. Prochází zde silnice II/135. Je zde evidováno 67 adres. V roce 2011 zde trvale žilo 118 obyvatel.
Dvorce leží v katastrálním území Dvorce u Tučap o rozloze 4,17 km².

## Historie
První písemná zmínka o vesnici pochází z roku 1350.

## Obyvatelstvo
| Rok            | 1869 | 1880 | 1890 | 1900 | 1910 | 1921 | 1930 | 1950 | 1961 | 1970 | 1980 | 1991 | 2001 | 2011 | 2021 |
| -------------- | ---- | ---- | ---- | ---- | ---- | ---- | ---- | ---- | ---- | ---- | ---- | ---- | ---- | ---- | ---- |
| Počet obyvatel | 333  | 329  | 273  | 273  | 308  | 306  | 274  | 201  | 224  | 193  | 157  | 143  | 126  | 118  | 146  |
| Počet domů     | 47   | 46   | 49   | 49   | 48   | 47   | 54   | 57   | 54   | 51   | 50   | 63   | 59   | 63   | 67   |

## Obecní správa
Při sčítání lidu v letech 1850–1962 Dvorce byly samostatnou obcí, se kterým patřily nejprve do okresu Tábor, ale v roce 1950 v okrese Soběslav. Od roku 1963 jsou částí obce Tučapy v okrese Tábor.

## Pamětihodnosti a zajímavosti
- Kaple svatého Vojtěcha na návsi
- Výklenková kaplička na jihu obce

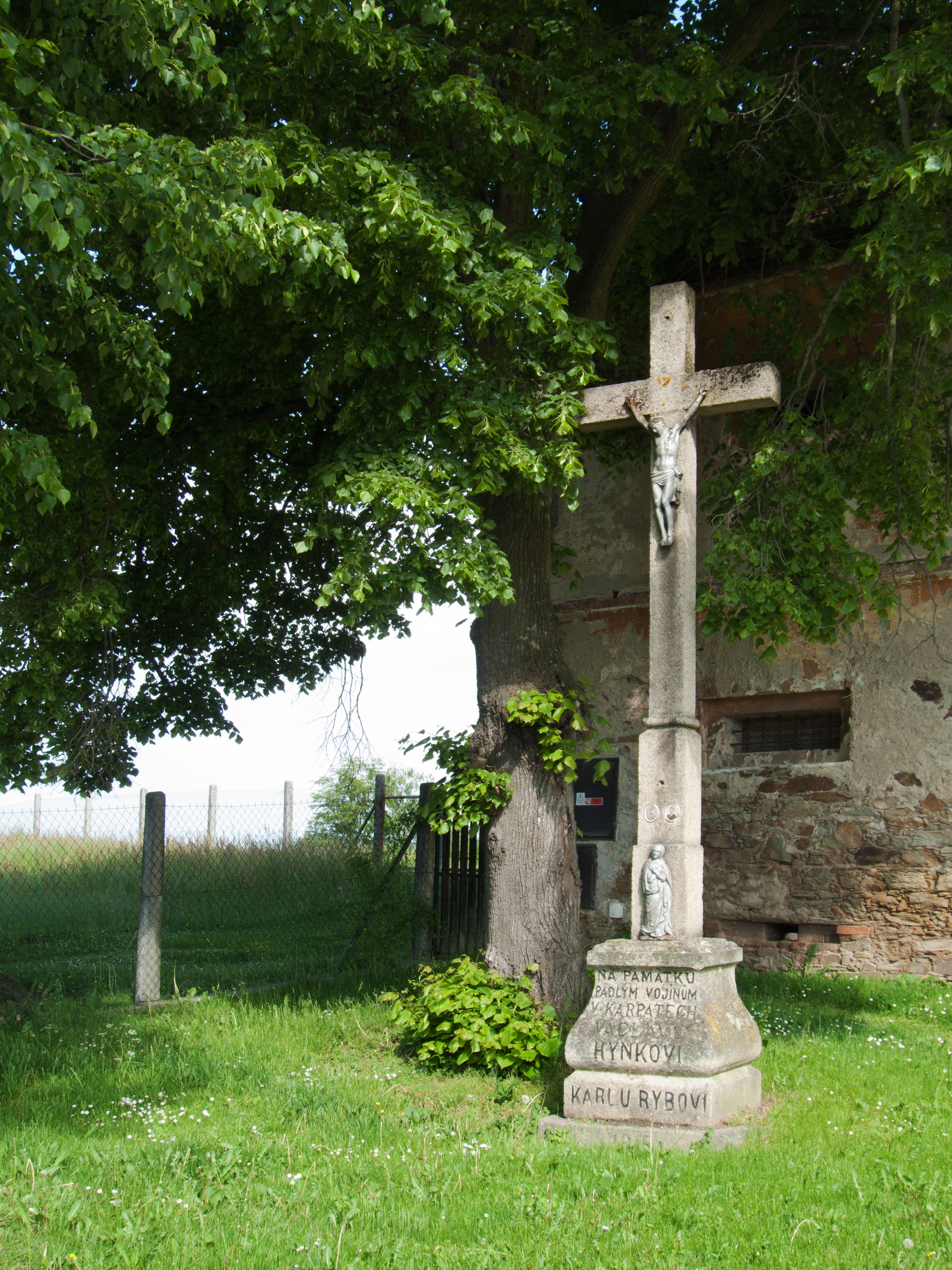
Kříž na severu obce

- Kříž vztyčený na památku padlým vojínům na severu obce s datací 1915